# 리틀 월터
리틀 월터(Little Walter, 1930년 5월 1일 ~ 1968년 2월 15일)는 미국의 블루스 음악가, 하모니카 연주자이다.